# أنابيل ليون
أنابيل ليون (بالإنجليزية: Annabel Lyon)‏‏ (1971 في برامبتون - ) مؤلفة، وروائية، وكاتِبة من كندا.